# Bromizoval
Bromizoval (bromvalerilureja) je hipnotik i sedativ koji je bio otkriven 1907. One je u prodaji na slobodno u Aziji pod mnoštvom naziva (kao što je Brovarin). On se obično koristi u kombinaciji sa nesteroidnim antiinflamatornim lekovima.
Hronična upotreba bromizovala je vezana za trovanje bromom.

## Spoljašnje veze
|  | Molimo Vas, obratite pažnju na važno upozorenje u vezi sa temama iz oblasti medicine (zdravlja). |